# 小鴉洲

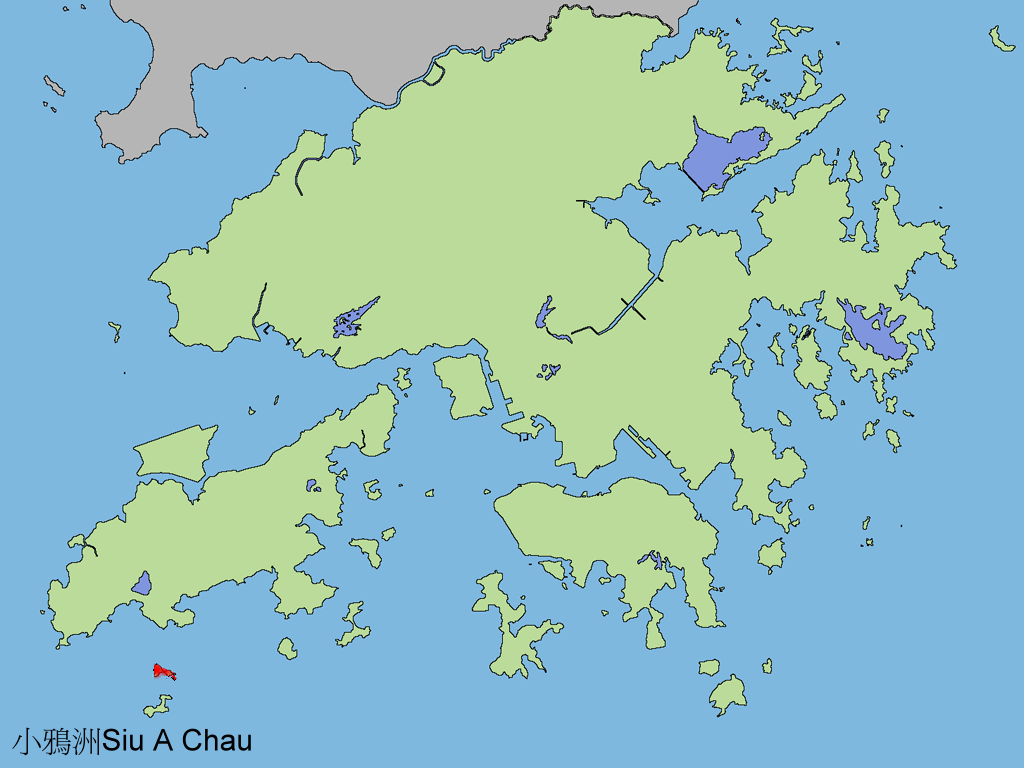
小鴉洲在香港的位置（紅色地方者）

小鴉洲（英語：Siu A Chau），是香港索罟群島之一島，位於香港西南部水域，由連島沙洲形成的小島。連島沙洲的兩邊分別為白沙灣和小鴉洲灣。除此兩個沙灘之外，還有深灣。島上曾經有人居住，但現在已經荒廢。小鴉洲的位置十分荒僻。即使有專船由香港島出發，船程亦十分遙遠，所以到訪過該島的旅客並不多。但是此島的石景奇特，偶然也吸引一些人到該島遊覽一下。
古時該島附近是蜑家出沒的範圍。在清朝嘉慶年間（18世紀11年代），則是張保仔海盜的據點。1810年，張保仔接受了清朝招安，該島才恢復有人居住。
1980年，大鴉洲村和該島的部分地段，曾被地產商收購以發展旅遊，但是同年被香港政府轉購土地用來建立了越南船民羈留中心，收容五千船民，直至1996年9月關閉。這個羈留中心曾經在1989年8月27日早上發生船民暴動，逾千名船民襲擊50名當值警務人員，警員一度撤離，水警派出百多名防暴隊鎮壓，警方共施放四十一發催淚彈，拘捕1名船民，事件造成當中21名警務人員、2名警長及4名船民受傷。時至翌日，警察成功收復全島。
由於該島附近擁有獨特的位置和特殊的水文地理關係，所以這個水域是香港唯一可以觀察到兩種在香港長年生活的鯨豚品種—中華白海豚和江豚的地方。

## 小鴉洲低放射性廢物貯存設施
2006年6月24日，小鴉洲低放射性廢物貯存設施開始運作，預計可爲香港未來一百年存放低放射性廢物提供服務，建築費約爲7800萬港元，設有貯存庫、自動化控制室、設備齊全的實驗室和經過特別設計的廢物收集及處理區，由環境運輸及工務局負責管理，以取代灣仔皇后大道東廢棄防空隧道內的舊貯存設施，相關廢物於2005年連串搬遷行動中被運送到小鴉洲的貯存設施。

## 外部連結
- 小鴉洲的位置 （页面存档备份，存于）－利用中原地圖
- 小鴉洲的位置－利用Google Maps